# Estefanía Bacca
Estefanía Bacca là một vedette, diễn viên nhào lộn, nữ diễn viên, người mẫu và biên đạo múa người Argentina. Cô đã nhận được giấy phép của mình với tư cách là người hướng dẫn khiêu vũ (chuyên gia về hài kịch âm nhạc) tại Học viện Đại học Quốc gia Nacional de Arte ở Buenos Aires. Cô đã làm người mẫu cho Paparazzi Online và Maxim ở Argentina.

## Sự nghiệp
Estefanía bắt đầu sự nghiệp sân khấu của mình với tư cách là một nữ diễn viên nhỏ và một vũ công khôi hài đơn giản trong các chương trình tái hiện từ năm 2007 và 2010, tất cả trong cùng một công ty, "Faroni Producciones" của nữ diễn viên hài kiêm đạo diễn kiêm nhà sản xuất kiêm người sáng lập của công ty, Javier Faroni.
Vào cuối năm 2010, Bacca đã nổi bật trong vở nhạc kịch Excitante tái xuất khi là vedette thứ hai được Adabel Guerrero và Jésica Cirio bán chạy nhất ở Mar del Plata. Estefanía là vedette thứ hai trên tạp chí chơi El Anfitrión cho mùa sân khấu 20111212 ở Villa Carlos Paz. Vở nhạc kịch được dẫn dắt bởi María Martha Serra Lima là điểm thu hút chính và Mónica González Listorti là vedette đầu tiên đi cùng với bạn nhảy chuyên nghiệp Bailando của cô Maximiliano D'Iorio là vũ công đầu tiên. Giám đốc sáng tạo của chương trình là vedette người Áo, Reina Reech. Cũng trong chương trình với tư cách là diễn viên hài, "Cacho" Buenaventura và ảo thuật gia, Emanuel. Vở nhạc kịch ra mắt tại Córdoba, Argentina, ngày 16 tháng 12 năm 2011 tại nhà hát, Candilejas I. Bacca đã giành được một giải thưởng cho vedette hay nhất, cho tác phẩm của cô El Anfitrión.
Cô đã thực hiện một phần của một vở hài kịch phi âm nhạc, Sin Comerla ni Beberla cùng với René Bertrand, Sabrina Olmedo, Emiliano Rella, Belén Giménez, Pamela Sosa và Leandro Orowitz, do René Bertrand đạo diễn. Họ đã ra mắt vào ngày 28 tháng 12 năm 2012 tại nhà hát Re Fa Si. Hiện tại, Bacca là vedette chính của hội trường âm nhạc, "Divain" ở Mar del Plata, Argentina cùng với Aníbal Pachano, Gustavo Wons, Maia Contreras, Nicolás Armengol và những người khác. Chương trình sân khấu này đã nhận được sáu đề cử trong đó có hai đề cử cho diễn viên nữ mới nổi, một trong số đó là Estefanía.